# Sarah Jessica Parker
Pour les articles homonymes, voir Parker.
 (août 2011).
Si vous disposez d'ouvrages ou d'articles de référence ou si vous connaissez des sites web de qualité traitant du thème abordé ici, merci de compléter l'article en donnant les références utiles à sa vérifiabilité et en les liant à la section « Notes et références ».
Sarah Jessica Parker [ˈsɛɹə ˈdʒɛsɪkə ˈpɑɹkɚ] est une actrice et productrice américaine née le 25 mars 1965 à Nelsonville (Ohio), connue pour son rôle de Carrie Bradshaw dans la série télévisée Sex and the City.

## Biographie

### Jeunesse et formation

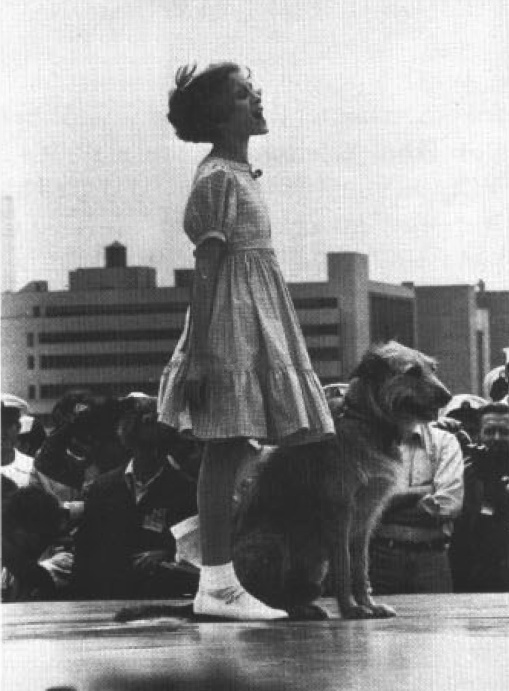
La jeune actrice en mai 1979, en plein succès de la comédie musicale Annie.

Sarah Jessica Parker grandit dans l'Ohio, quatrième enfant au sein d'une famille recomposée de huit enfants, dans des conditions matérielles très modestes, surtout après le divorce de ses parents. Sa mère est professeur dans une école primaire alors que son père souhaite devenir écrivain.
Elle étudie dès son plus jeune âge le chant et la danse pour aider ses parents à joindre les deux bouts. Elle obtient, dès l’âge de huit ans, son premier rôle à la télévision. En 1976, ses talents lui permettent d'être choisie pour jouer à Broadway dans The Innocents.
Entraînant sa famille dans le New Jersey, elle monte sur scène pendant quelques années jusqu’au moment où la compagnie The Sound of Music lui offre son premier rôle majeur avant d'être la tête d'affiche du spectacle Annie présentée sur Broadway de 1979 à 1980.

### Débuts au cinéma et révélation télévisuelle (1982-1998)

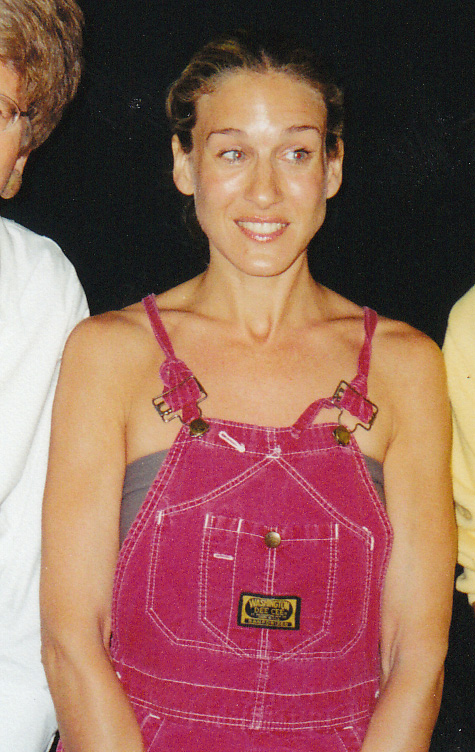
L'actrice à la répétition des Emmy Awards 1999, où elle est nommée pour son rôle de Carrie Bradshaw, dans Sex and the City.

Elle fait ses débuts à la télévision en 1982, dans le téléfilm My Body, My Child et dans l'unique saison de la série Square Pegs.
Elle apparaît sur le grand écran en 1984 dans Footloose et Firstborn, et obtient le rôle principal de School Girls l'année suivante avec les actrices Helen Hunt et Shannen Doherty.
En quête de consécration, Sarah Jessica Parker multiplie les apparitions à la télévision jusqu'à ce que Steve Martin tombe amoureux d'elle dans L.A. Story (1992). Elle côtoie par la suite de grands noms, comme Nicolas Cage dans Lune de miel à Las Vegas (1993), Bruce Willis dans Piège en eaux troubles (1994), ou encore Woody Allen dans le téléfilm The Sunshine Boys. Après le premier rôle de Miami Rhapsodie en 1995, elle retrouve le réalisateur Tim Burton dans Mars Attacks! (1996) qui l'avait déjà dirigée dans Ed Wood (1994).
Le succès mondial arrive en 1998 grâce à la série Sex and the City où Sarah Jessica Parker incarne pendant 6 saisons Carrie Bradshaw, une journaliste tenant une chronique hebdomadaire spécialisée sur les relations amoureuses qui propulse la carrière de l'actrice. Sex and the City lui permet de mériter le Golden Globe de la meilleure actrice dans une série télévisée en 2000, 2001, 2002 et 2004. Depuis, Sarah Jessica Parker devient une figure emblématique dans le domaine de la mode et reste à l'heure l'une des principales ambassadrices. Posant pour Vogue et d'autres magazines, elle s'impose en tant que fashionista internationale.

### Comédies romantiques (2005-2012)

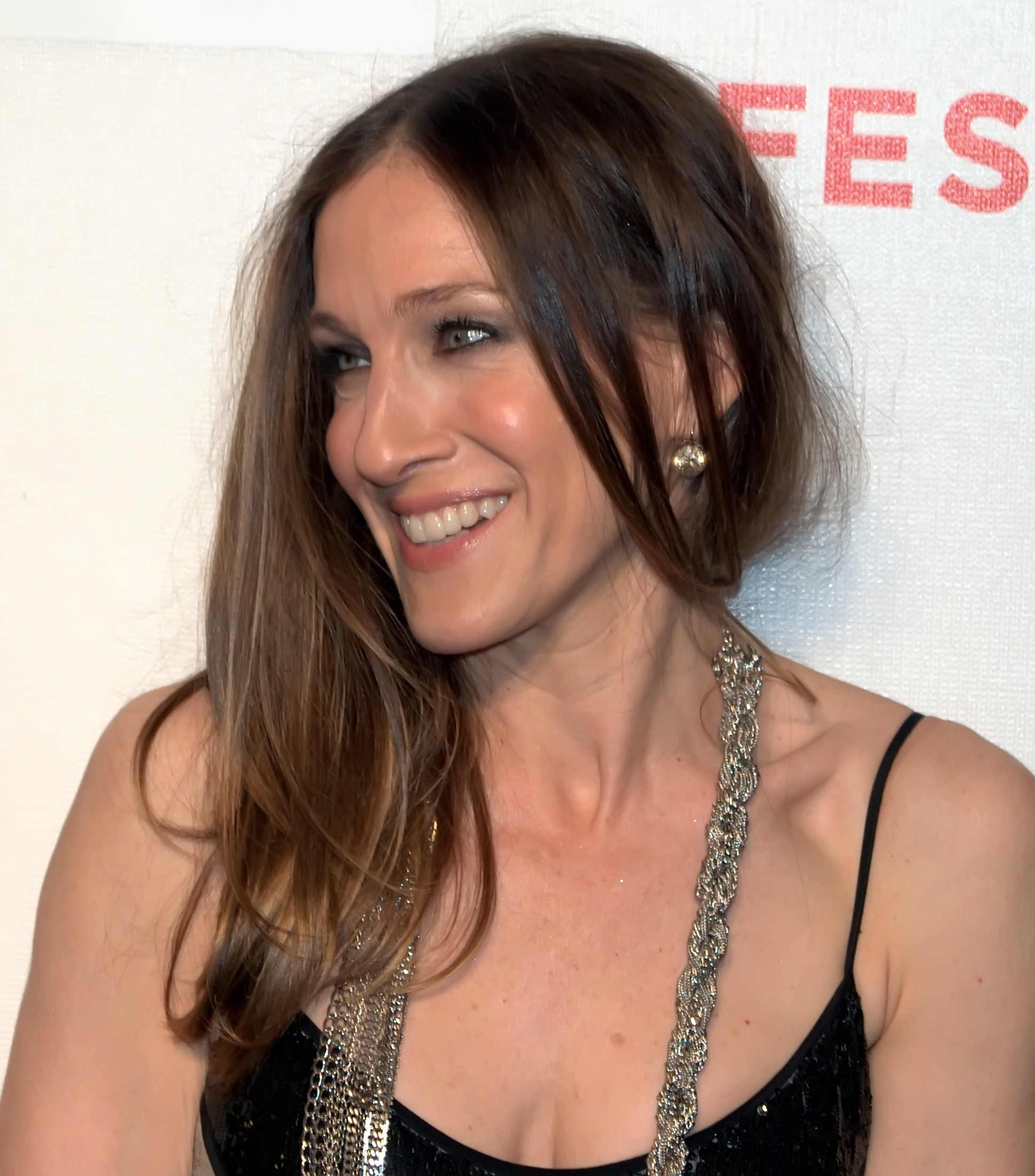
L'actrice au Festival du Film de TribeCa 2009.

Lorsque Sex & the City se conclut, l'actrice mise sur des comédies romantiques. En décembre 2005, dans Esprit de famille, elle joue la fiancée d'un quadragénaire incarné par Dermot Mulroney, dont la famille est interprétée entre autres par Claire Danes, Diane Keaton, Rachel McAdams, et Craig T. Nelson. Les critiques sont mitigées, mais le box-office satisfaisant. En février de la même année, elle se lance dans la parfumerie en s'associant avec la société Coty.
En mars 2006, elle forme, avec Matthew McConaughey, le couple glamour au cœur de la romance Playboy à saisir. Les critiques sont cette fois très mauvaises, mais le public répond présent.
En 2007, c'est cependant par un flop critique et commercial que se solde une tentative d'incursion dans le drame, avec Apparence trompeuse. De même en avril 2008 avec la comédie dramatique indépendante Smart People, où elle se contente pourtant d'un rôle égal à ses partenaires, Dennis Quaid, Thomas Haden Church et Elliot Page.
En 2008, elle peut compter sur Carrie Bradshaw pour revenir au premier plan : elle retrouve son personnage fétiche pour la suite cinématographique de la série, Sex and the City, le film. Les critiques sont bonnes et le film connait un large succès commercial, notamment à l'international. Parallèlement, l'actrice s’implique à titre d’ambassadrice pour l’Unicef. Elle appelle aussi les Américains indécis à voter pour le candidat aux présidentielles américaines Barack Obama à la veille du scrutin, en 2008. Elle renouvelle son soutien au président sortant pendant sa campagne de 2012.
L'année suivante, l'actrice renoue avec la comédie romantique pour Où sont passés les Morgan ?. Cette fois, l'actrice se lie au spécialiste anglais du genre, Hugh Grant. Les critiques sont très négatives, mais le film est rentabilisé.
L'année 2010 est décevante : la suite Sex and the City 2 reçoit de très mauvaises critiques, et le box-office inférieur au premier volet, malgré un budget bien supérieur.
En septembre 2011, elle connaît un nouveau flop critique avec la romance Mais comment font les femmes ?, pour laquelle elle est pourtant entourée d'autres actrices de séries télévisées - Busy Philipps, Olivia Munn et Christina Hendricks. Deux mois plus tard, elle fait partie de la distribution glamour de la comédie romantique chorale Happy New Year.

### Retour télévisuel (depuis 2012)

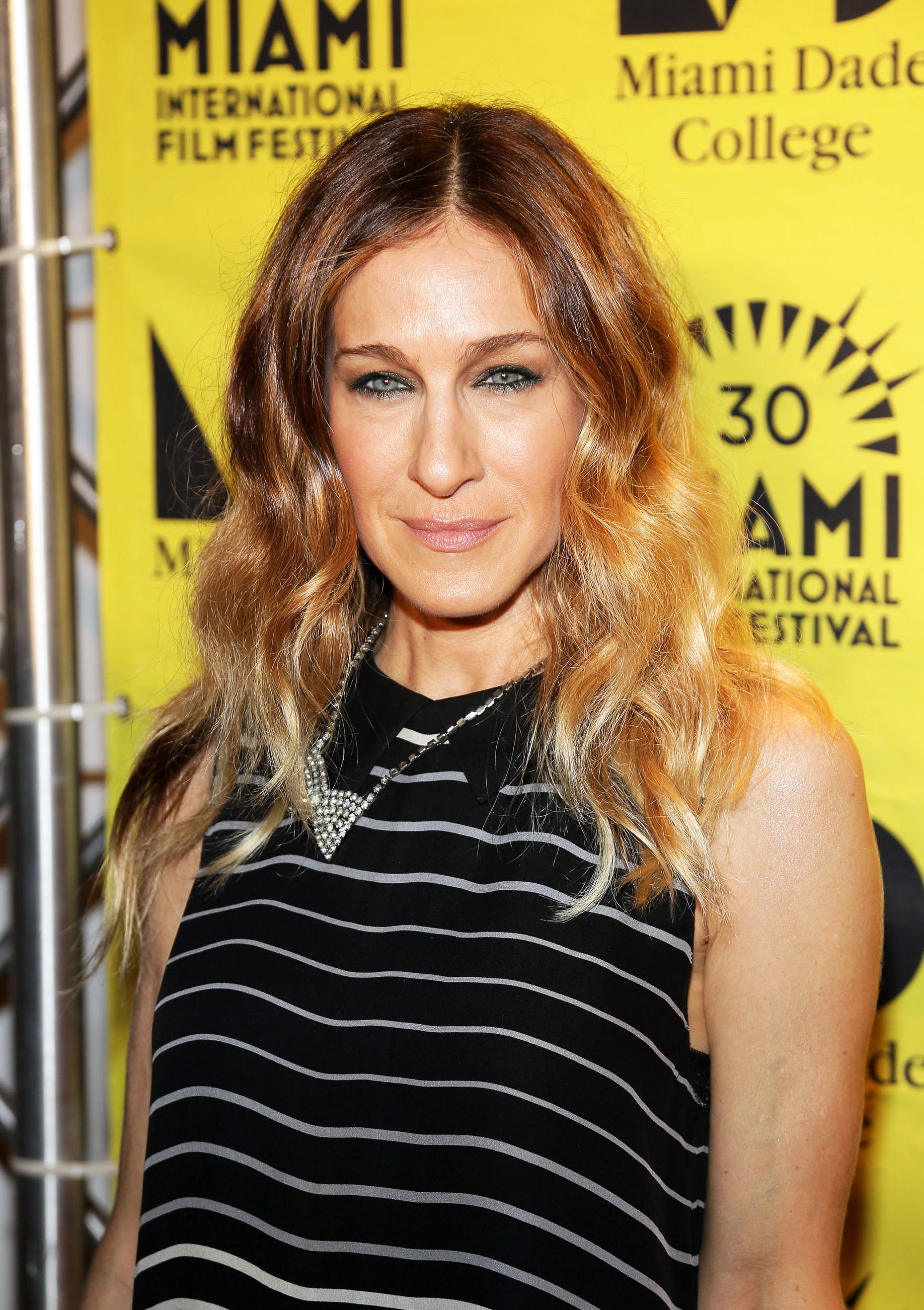
L'actrice au Miami International Film Festival 2013.

Fin 2012 , elle goûte de nouveau à la télévision en participant à trois épisodes de la série musicale Glee, où elle incarne la new-yorkaise puissante et glamour Isabelle Wright.
En 2015, alors qu'une nouvelle comédie romantique - Tous les chemins mènent à Rome - avec l'italien Raoul Bova sort directement en vidéo dans certains pays, l'actrice a décidé de revenir à la télévision. À la rentrée 2016, elle est l'héroïne de Divorce, une nouvelle comédie de HBO, la chaîne qui l'a révélé au monde entier 20 ans plus tôt. L'actrice y est également productrice, et retrouve Thomas Haden Church, son partenaire de Smart People, cette fois dans le rôle de son époux.
Deux mois plus tard, elle confirme la préparation d'un Sex & the City 3, qui conclura les aventures de Carrie Bradshaw. Cependant, à la dernière minute, alors que le tournage est prévu à l'automne 2017, l'actrice Kim Cattrall, interprète de Samantha, met en échec le projet en conditionnant sa participation au financement futur, par le studio Warner, de projets de films qu'elle souhaiterait développer.
En 2018, elle endosse le rôle principal du récit dramatique Here and Now, face à Simon Baker, Common, Jacqueline Bisset et Renée Zellweger, qui  a été présenté en premiere mondiale au festival de Tribeca 2018.
L’année 2021 voit son retour télévisuel, puisque’elle incarne une nouvelle fois le rôle qui l’a fait connaître mondialement, celui de carrie Bradshaw, dans la série And Just Like That.... Développée dans un premier temps pour être une mini-série, il s'agit d'une suite de la série télévisée Sex and the City de Darren Star, diffusée entre 1998 et 2004 sur HBO. Se déroulant plusieurs années après les événements du film Sex and the City 2, elle réunit certains acteurs de la série originale et de ses adaptations cinématographiques.
Au Canada et au Québec, elle est diffusée en simultané sur Crave en version originale et sur Super Écran en version française. Elle est également diffusée en clair depuis le 25 août 2022 sur Canal Vie. En France, elle est diffusée depuis le 10 décembre 2021 sur le service Salto pour la première saison puis sur Prime Video via le Pass Warner depuis la deuxième.
En 2022, elle produit le film comique The Estate, qui comprend en vedettes Toni Collette, David Duchovny et Anna Faris. Le film obtient de bonnes critiques.

## Vie privée
Elle fréquente John Fitzgerald Kennedy Jr. puis tour à tour les comédiens Chris Penn, Robert Downey Jr. et Michael J. Fox, puis l'acteur Matthew Broderick qu'elle épouse le 19 mai 1997. Ils ont eu le 28 octobre 2002 un garçon prénommé James Wilke Broderick. Des jumelles, Marion Loretta Elwell et Tabitha Hodge, naissent le 22 juin 2009 d'une mère porteuse.

## Filmographie

### Comme actrice

#### Cinéma
- 1983 : Somewhere Tomorrow de Robert Wiemer : Lori Anderson
- 1984 : Footloose d'Herbert Ross : Rusty
- 1984 : Firstborn de Michael Apted : Lisa
- 1985 : School Girls (Girls Just Want to Have Fun) d'Alan Metter : Janey Glenn
- 1986 : Le Vol du Navigateur (Flight of the Navigator) de Randal Kleiser : Carolyn McAdams
- 1991 : L.A. Story de Mick Jackson : SanDeE*
- 1992 : Lune de miel à Las Vegas (Honeymoon in Vegas) d'Andrew Bergman : Betsy Nolan-Singer / Donna Korman
- 1993 : Piège en eaux troubles (Striking Distance) de Rowdy Herrington : Jo Christman / l'inspecteur Emily Harper
- 1993 : Hocus Pocus : Les Trois Sorcières (Hocus Pocus) de Kenny Ortega : Sarah Sanderson
- 1994 : Ed Wood de Tim Burton : Dolores Fuller
- 1995 : Miami Rhapsodie (Miami Rhapsody) de David Frankel : Gwyn Marcus
- 1996 : La Fille d'en face (If Lucy Fell) d'Eric Schaeffer : Lucy Ackerman
- 1996 : The Substance of Fire de Daniel J. Sullivan : Sarah Geldhart
- 1996 : Le Club des ex (The First Wives Club) d'Hugh Wilson : Shelly Stewart
- 1996 : Mesure d'urgence (Extreme Measures) de Michael Apted : Jodie Trammel
- 1996 : Mars Attacks! de Tim Burton : Nathalie Lake
- 1997 : L'Amour de ma vie (Til There Was You) de Scott Winant : Francesca Lanfield
- 1999 : Allô, la police ? (Dudley Do-Right) de Hugh Wilson : Nell Fenwick

- 2000 : Séquences et Conséquences (State and Main) de David Mamet : Claire Wellesley
- 2002 : Chewing-gum et Cornemuse (Life Without Dick) de Bix Skahill : Colleen Gibson
- 2005 : Strangers with Candy de Paul Dinello : Peggy Callas
- 2005 : Esprit de famille (The Family Stone) de Thomas Bezucha : Meredith Morton
- 2006 : Playboy à saisir (Failure to launch) de Tom Dey : Paula
- 2007 : Apparence trompeuse (Spinning into Butter) de Mark Brokaw (en) : Sarah Daniels
- 2008 : Smart People de Noam Murro : Janet Hartigan
- 2008 : Sex and the City, le film (Sex and the City) de Michael Patrick King : Carrie Bradshaw
- 2009 : Où sont passés les Morgan ? (Did You Hear About the Morgans?) de Marc Lawrence : Meryl Morgan
- 2010 : Sex and the City 2 de Michael Patrick King : Carrie Bradshaw-Preston
- 2011 : Mais comment font les femmes ? (I Don't Know how She Does It) de Douglas McGrath : Kate Reddy
- 2011 : Happy New Year (New Year's Eve) de Garry Marshall : Kate Doyle
- 2013 : Les Zévadés de l'espace (Escape from Planet Earth) de Cal Brunker : Kira Supernova (voix originale)
- 2013 : Lovelace de Rob Epstein et Jeffrey Friedman : Gloria Steinem (scènes coupées)
- 2015 : Tous les chemins mènent à Rome (All Roads Lead to Rome) d'Ella Lemhagen : Maggie Falk
- 2018 : Here and Now de Fabien Constant : Vivienne Carala
- 2022 : Hocus Pocus 2 d'Anne Fletcher : Sarah Sanderson

#### Télévision

##### Téléfilms
- 1974 : The Little Match Girl de Richard Bramall et Tom G. Robertson : une enfant
- 1982 : My Body, My Child de Marvin J. Chomsky : Katy
- 1987 : The Room Upstairs de Stuart Margolin : Mandy Janovic
- 1988 : Dernier Voyage en Malaisie (Dadah Is Death) de Jerry London : Rachel Goldman
- 1989 : The Ryan White Story de John Herzfeld : Laura
- 1989 : Life Under Water de Jay Holman : Amy-Beth
- 1992 : Le Droit d'aimer (In the Best Interest of the Children) de Michael Ray Rhodes : Callie Cain
- 1996 : The Sunshine Boys de John Erman : Nancy Davison

##### Séries télévisées
- 1980 : 3-2-1 Contact : Annie (saison 1, 3 épisodes)
- 1982-1983 : Square Pegs : Patty Greene (rôle principal - 20 épisodes)
- 1984 : ABC Afterschool Special : Suzanne Henderson (saison 13, épisode 3)
- 1986 : Hôtel (Hotel) : Rachel (saison 3, épisode 21)
- 1987-1988 : A Year in the Life : Kay Ericson Gardner (rôle principal - 22 épisodes)
- 1989 : Twist of Fate : Miriam (mini-série, épisode 2)
- 1990-1991 : Equal Justice : Jo Ann Harris (rôle principal - 26 épisodes)
- 1998-2004 : Sex and the City : Carrie Bradshaw (rôle principal - 94 épisodes)
- 1998 : Les Contes de mon enfance (Stories from My Childhood) : la narratrice (voix - saison 1, épisode 6)
- 1999 : Space Ghost Coast to Coast : elle-même (voix - saison 6, épisode 5)
- 2012-2013 : Glee : Isabelle Wright (saison 4, 3 épisodes)
- 2016-2019 : Divorce : Frances Dufresne (rôle principal - 24 épisodes)
- 2016 : Nightcap : elle-même (saison 1, épisode 1)
- 2021–2025 : And Just Like That... : Carrie Bradshaw-Preston (rôle principal - 33 épisodes)

### Comme productrice
Cinéma
- 2007 : Apparence trompeuse (Spinning into Butter) de Mark Brokaw
- 2008 : Sex and the City, le film (Sex and the City) de Michael Patrick King
- 2010 : Sex and the City 2 de Michael Patrick King
- 2012 : Pretty Old de Walter Matteson (documentaire, productrice déléguée)
- 2018 : Here and Now de Fabien Constant

Télévision
- 2002-2004 : Sex and the City : 28 épisodes (productrice déléguée) / 18 épisodes (co-productrice déléguée et consultante) / 16 épisodes (productrice)
- 2009 : Washingtonienne (pilote non diffusé, productrice déléguée)
- 2010-2011 : Work of Art: The Next Great Artist (émission, productrice déléguée)
- 2013-2014 : City.Ballet (web-série, productrice déléguée)
- 2016-2019 : Divorce (productrice déléguée)
- 2021 : And Just Like That... (productrice déléguée)

## Voix françaises
En France, Martine Irzenski est la voix française régulière de Sarah Jessica Parker depuis Sex and the City en 1998, l'ayant doublée la première fois dans Miami Rhapsody. Natacha Muller l'a doublée à deux occasions.
Au Québec, Linda Roy est la voix québécoise régulière de l'actrice. Pascale Montreuil l'a doublée à quatre reprises.

## Distinctions

### Récompenses
- 1996 : National Board of Review Awards de la meilleure distribution dans une comédie pour Le Club des ex (1996) partagée avec Bette Midler, Goldie Hawn, Diane Keaton, Maggie Smith, Dan Hedaya, Stockard Channing, Victor Garber, Stephen Collins, Elizabeth Berkley, Marcia Gay Harden, Bronson Pinchot, Jennifer Dundas, Eileen Heckart, Philip Bosco, Rob Reiner, James Naughton, Ari Greenberg et Aida Linares.
- Women in Film Lucy Awards 1999 : Lauréate du Prix Lucy partagée avec Kim Cattrall, Kristin Davis et Cynthia Nixon.
- 57e cérémonie des Golden Globes 2000 : Meilleure actrice dans une série télévisée musicale ou comique pour Sex and the City (1998-2004).
- 2000 : National Board of Review Awards de la meilleure distribution dans une comédie dramatique pour Séquences et conséquences (2000) partagée avec Alec Baldwin, Charles Durning, Jim Frangione, Clark Gregg, Vincent Guastaferro, Michael Higgins, Philip Seymour Hoffman, Ricky Jay, Jonathan Katz, Linda Kimbrough, Jordan Lage, Morris Lamore, Patti LuPone, William H. Macy, Michael James O'Boyle, David Paymer, Rebecca Pidgeon, Charlotte Potok, Lionel Mark Smith, Allen Soule et Julia Stiles.
- 2000 : Online Film & Television Association de la meilleure actrice dans une série télévisée comique pour Sex and the City (1998-2004).
- 2001 : Florida Film Critics Circle Awards de la meilleure distribution dans une comédie dramatique pour Séquences et conséquences (2000) partagée avec Alec Baldwin, Charles Durning, Jim Frangione, Clark Gregg, Vincent Guastaferro, Michael Higgins, Philip Seymour Hoffman, Ricky Jay, Jonathan Katz, Linda Kimbrough, Jordan Lage, Morris Lamore, Patti LuPone, William H. Macy, Michael James O'Boyle, David Paymer, Rebecca Pidgeon, Charlotte Potok, Lionel Mark Smith, Allen Soule et Julia Stiles.
- 2001 : Online Film Critics Society Awards de la meilleure distribution dans une comédie dramatique pour Séquences et conséquences (2000) partagée avec Alec Baldwin, Charles Durning, Jim Frangione, Clark Gregg, Vincent Guastaferro, Michael Higgins, Philip Seymour Hoffman, Ricky Jay, Jonathan Katz, Linda Kimbrough, Jordan Lage, Morris Lamore, Patti LuPone, William H. Macy, Michael James O'Boyle, David Paymer, Rebecca Pidgeon, Charlotte Potok, Lionel Mark Smith, Allen Soule et Julia Stiles.
- 58e cérémonie des Golden Globes 2001 : Meilleure actrice dans une série télévisée musicale ou comique pour Sex and the City (1998-2004).
- Primetime Emmy Awards 2001 : Meilleure série comique pour Sex and the City (1998-2004) partagée avec Darren Star (Producteur exécutif), Michael Patrick King (Producteur exécutif), Jenny Bicks (en) (Coproductrice exécutif), Cindy Chupack (Coproductrice exécutif) et John P. Melfi (Coproducteur exécutif).
- 7e cérémonie des Screen Actors Guild Awards 2001 : Meilleure actrice dans une série comique pour Sex and the City (1998-2004).
- 59e cérémonie des Golden Globes 2002 : Meilleure actrice dans une série télévisée musicale ou comique pour Sex and the City (1998-2004).
- Hasty Pudding Theatricals 2002 : Lauréate du Prix de la femme de l'année.
- 2002 : Festival de télévision de Monte-Carlo de la meilleure actrice dans une série télévisée comique pour Sex and the City (1998-2004).
- 2002 : PGA Awards de la meilleure productrice dans une série télévisée comique pour Sex and the City (1998-2004) partagée avec Michael Patrick King, Cindy Chupack et John P. Melfi.
- 8e cérémonie des Screen Actors Guild Awards 2002 : Meilleure distribution pour une série comique pour Sex and the City (1998-2004) partagée avec Kim Cattrall, Kristin Davis et Cynthia Nixon.
- 2004 : Gold Derby Awards de la meilleure actrice comique principale dans une série télévisée comique pour Sex and the City (1998-2004).
- 61e cérémonie des Golden Globes 2004 : Meilleure actrice dans une série télévisée musicale ou comique pour Sex and the City (1998-2004).
- 2004 : Gracie Allen de la meilleure actrice principale dans une série télévisée comique pour Sex and the City (1998-2004).
- 2004 : PGA Awards de la meilleure productrice dans une série télévisée comique pour Sex and the City (1998-2004) partagée avec Michael Patrick King, Jenny Bicks (en), Jane Raab, Cindy Chupack et John P. Melfi.
- Primetime Emmy Awards 2004 : Meilleure actrice dans une série télévisée comique pour Sex and the City (1998-2004).
- 10e cérémonie des Screen Actors Guild Awards 2004 : Meilleure distribution pour une série comique pour Sex and the City (1998-2004) partagée avec Kim Cattrall, Kristin Davis et Cynthia Nixon.
- 2005 : Women Film Critics Circle Awards de la meilleure performance comique dans une comédie dramatique pour Esprit de famille (2005).
- ShoWest Convention 2008 : Lauréate du Prix ShoWest Vanguard.
- ShoWest Convention 2010 : Meilleure distribution pour une série comique pour Sex and the City (1998-2004) partagée avec Kim Cattrall, Kristin Davis et Cynthia Nixon.
- Alliance of Women Film Journalists 2011 : Lauréate du Prix Hall of Shame dans une comédie romantique pour Sex and the City 2 (2010) partagée avec Michael Patrick King (Réalisateur/Scénariste/Producteur).
- 2011 : Bambi Awards de la meilleure actrice dans une comédie romantique pour Sex and the City 2 (2010).
- 31e cérémonie des Razzie Awards 2011 : Pire actrice dans une comédie romantique pour Sex and the City 2 (2010) partagée avec Kim Cattrall, Kristin Davis et Cynthia Nixon.
- 2013 : Brasov International Film Festival & Market de la meilleure actrice principale dans une comédie pour Mais comment font les femmes ? (2011).

### Nominations
- Saturn Awards 1994 : Meilleure actrice dans une comédie fantastique pour Hocus Pocus (1993).
- 56e cérémonie des Golden Globes 1999 : Meilleure actrice dans une série télévisée musicale ou comique pour Sex and the City (1998-2004).
- Primetime Emmy Awards 1999 : Meilleure actrice dans une série télévisée comique pour Sex and the City (1998-2004).
- 2000 : American Comedy Awards de la l'interprète féminine la plus drôle dans un premier rôle dans une série télévisée comique pour Sex and the City (1998-2004).
- Primetime Emmy Awards 2000 : Meilleure actrice dans une série télévisée comique pour Sex and the City (1998-2004).
- 2001 : American Comedy Awards de la l'interprète féminine la plus drôle dans un premier rôle dans une série télévisée comique pour Sex and the City (1998-2004).
- Primetime Emmy Awards 2001 : Meilleure actrice dans une série télévisée comique pour Sex and the City (1998-2004).
- Primetime Emmy Awards 2002 : Meilleure actrice dans une série télévisée comique pour Sex and the City (1998-2004).
- Primetime Emmy Awards 2002 : Meilleure série comique pour Sex and the City (1998-2004) partagée avec Michael Patrick King (Producteur exécutif), Allan Heinberg (Producteur superviseur), Cindy Chupack (Coproductrice exécutif) et John P. Melfi (Coproducteur exécutif).
- 60e cérémonie des Golden Globes 2003 : Meilleure actrice dans une série télévisée musicale ou comique pour Sex and the City (1998-2004).
- Primetime Emmy Awards 2001 : Meilleure actrice dans une série télévisée comique pour Sex and the City (1998-2004).
- Primetime Emmy Awards 2003 : Meilleure actrice dans une série télévisée comique pour Sex and the City (1998-2004).
- Primetime Emmy Awards 2003 : Meilleure série comique pour Sex and the City (1998-2004) partagée avec Michael Patrick King (Producteur exécutif), Jane Raab (Productrice), Cindy Chupack (Coproductrice exécutif) et John P. Melfi (Coproducteur exécutif).
- Primetime Emmy Awards 2004 : Meilleure série comique pour Sex and the City (1998-2004) partagée avec Michael Patrick King (Producteur exécutif), John P. Melfi (Producteur exécutif), Cindy Chupack (Producteur exécutif), Jenny Bicks (en) (Producteur exécutif), Jane Raab (Productrice), Antonia Ellis (Productrice), Julie Rottenberg (Productrice) et Elisa Zuritsky (Productrice).
- 62e cérémonie des Golden Globes 2005 : Meilleure actrice dans une série télévisée musicale ou comique pour Sex and the City (1998-2004).
- 2006 : Alliance of Women Film Journalists de l'actrice ayant le plus besoin d'un nouvel agent.
- 63e cérémonie des Golden Globes 2006 : Meilleure actrice dans une comédie dramatique pour Esprit de famille (2005).
- 2011 : Alliance of Women Film Journalists de l'actrice ayant le plus besoin d'un nouvel agent.
- 2012 : Alliance of Women Film Journalists de l'actrice ayant le plus besoin d'un nouvel agent.
- 74e cérémonie des Golden Globes 2017 : Meilleure actrice dans une série musicale ou comique pour Divorce (2016-).